# Friedrich Samuel Bock
Friedrich Samuel Bock (Königsberg, 20 maggio 1716 – Königsberg, 30 settembre 1785) è stato un filosofo e teologo tedesco.

## Biografia
Nel 1753 fu nominato primo professore di greco, successivamente di teologia presso l'Università di Königsberg, anche se si dimise da entrambe le cariche nel 1770 a causa del mancato pagamento dello stipendio da parte dell'università.
Ricoprì la sua precedente posizione da bibliotecario universitario, per ventisette anni. Fu in questa posizione che Bock si associò a Immanuel Kant, suo assistente. In quel periodo la biblioteca, o Schloßbibliothek, fu situata in due stanze del castello.